# Hulda (fartyg)
Ångslupen Hulda levererades 1858 från Lindholmens Varv i Göteborg till Ångslupsbolaget Föreningen i Stockholm. Slupens varvsnummer var 84.
| Fartygsdata | Vid leverans från varv |
| ----------- | ---------------------- |
| Längd öa    | 12,51 meter1           |
| Bredd       | 2,40 meter             |
| Djupgående  | 0,90 meter             |
| Brt/Nrt     |                        |

1 Motala Verkstads förteckning över levererade produkter anger 40,82 fot.
Slupen var ursprungligen utrustad med en ångmaskin om 8 ind hk tillverkad vid Lindholmens Varv.
Passagerarkapacitet var 60 passagerare.

## Historik
- 1858	Slupen levererades till Ångslupsbolaget Föreningen i Stockholm.
- 1863	Slupen köptes av bryggaren och skeppsredaren C F Nordh i Motala1.
- 1864	En ny ångmaskin, maskin nr 249 om 3 nom hk, tillverkad vid Motala Verkstad 	installerades. Slupen sattes i trafik på Göta kanal mellan Motala och Borenshult.
- 1870	Trafiken lades ner då den blivit olönsam.

Under 1864-1870 svarade Hulda för passagerartrafiken på de många bryggorna mellan Badhusbryggan i Motala och Svarta gatan i Motala verkstadsområde. Sträckan trafikerades med ångslup och ångfärja från 1864 till 1926 då den sista av ångbåtarna ersattes av transport landvägen med en, som det då kallades, omnibuss.
- 1871	Slupen köptes för 2 000 rdr av Räppe Ångbåts AB i Växjö. Den döptes om till Carl.
- 1871	11 juni. Slupen anlände till Räppe.
- 1871	19 juni. Slupen Carl invigdes som Helgasjöns första ångare. Den sattes i trafik som  passagerarslup och pråmdragare på traden Räppe-Åby på Helga- och Toftasjöarna.
- 1878	Slupen köptes för 3 500 kr av ett par sågverksägare i Hovmantorp. Den sattes i trafik  som passagerarslup och pråmdragare på sjön Rottnen.
- 1881	Slupens ägare bildade Rottnens Ångbåts AB.
- 1896	Slupen köptes av virkeshandlare Johannes Pettersson och fd jordbrukare Johan  	Lindelund.    --   	Slupen köptes av ångbåtsförman Johan Karlsson.
- 1922	Slupen lades upp i Stationsviken vid Hovmantorp.
- 1923	Slupen sjönk i sjön Rottnen som följd av isskruvning. Den bärgades och skrotades.

1 Enligt Alla våra Ångslupar av CeGe Olsson & Gert Ekström köptes slupen 1863 av Motala Verkstad. Uppgiften kan ifrågasättas. Sedan trafiken med Hulda lagts ner såg Motala Verkstad ett behov av trafiken för de anställda vid verkstaden och byggde då en egen slup, Kolga, som togs i trafik 1873.